# Dortmund Challenger 1987
Il Dortmund Challenger 1987 è stato un torneo di tennis facente parte della categoria ATP Challenger Series nell'ambito dell'ATP Challenger Series 1987. Il torneo si è giocato a Dortmund in Germania dal 1 al 7 giugno 1987 su campi in terra rossa.

## Vincitori

### Singolare
Ronald Agénor ha battuto in finale  Bruno Orešar con il punteggio di 4–6, 7–5, 6–3

### Doppio
Bruce Derlin /  Menno Oosting hanno battuto in finale  Wolfgang Popp /  Udo Riglewski con il punteggio di 7–6, 6–7, 6–2